# غريغ نيكول
غريغ نيكول (بالإنجليزية: Greg Nicol) هو لاعب هوكي الحقل جنوب أفريقي، ولد في 2 أبريل 1975.

## وصلات خارجية
- غريغ نيكول على موقع الاتحاد الدولي للهوكي (الإنجليزية)
- غريغ نيكول على موقع أوليمبيديا (الإنجليزية)
- غريغ نيكول على موقع اتحاد ألعاب الكومنولث (مؤرشف) (الإنجليزية)